# Općinska A nogometna liga Ludbreg 1988./89.
"Općinska A nogometna liga Ludbreg" za sezonu 1988./89. 
 
Sudjelovalo je 12 klubova, a prvak je bio "Podravac" iz Sesveta Ludbreških. 

## Ljestvica
| mj. | klub                            | ut. | pob. | ner.  | por. | gol+ | gol- | bod |
| --- | ------------------------------- | --- | ---- | ----- | ---- | ---- | ---- | --- |
| 1.  | Podravac Sesvete Ludbreške      | 22  | 14   | 4 (4) | 4    | 71   | 39   | 32  |
| 2.  | Plitvica Selnik                 | 22  | 12   | 6 (4) | 4    | 79   | 36   | 28  |
| 3.  | Mladost Sveti Petar             | 22  | 12   | 3 (2) | 7    | 63   | 49   | 26  |
| 4.  | Zadrugar Hrastovsko             | 22  | 11   | 6 (2) | 5    | 68   | 41   | 24  |
| 5.  | Sloga Slokovec                  | 22  | 10   | 4 (3) | 8    | 59   | 31   | 23  |
| 6.  | Proleter Mali Bukovec           | 22  | 10   | 5 (1) | 7    | 58   | 41   | 21  |
| 7.  | Drava Sveti Đurđ                | 22  | 9    | 7 (3) | 6    | 58   | 41   | 21  |
| 8.  | Poljoprivednik Kapela Podravska | 22  | 8    | 3 (2) | 11   | 54   | 55   | 18  |
| 9.  | Omladinac Madaraševec           | 22  | 8    | 4 (2) | 10   | 44   | 50   | 18  |
| 10. | Lunkovec (Lunjkovec)            | 22  | 8    | 0     | 14   | 31   | 62   | 16  |
| 11. | Polet Martijanec                | 22  | 4    | 0     | 18   | 29   | 111  | 8   |
| 12. | Karlovec (Karlovec Ludbreški)   | 22  | 4    | 2 (0) | 16   | 41   | 75   | 8   |

- U slučaju neriješenog rezultata se izvodilo raspucavanje jedanaesterca te bi pobjednik dobio 1 bod, a poraženi u raspucavanju bi ostao bez bodova

## Rezultatska križaljka
| kratica | klub                            | DRA | KAR | LUN | MLA | OML | PLI | POD | POLE | POLJ | PRO | SLO | ZAD |
| --- | ------------------------------- | --- | --- | --- | --- | --- | --- | --- | ---- | ---- | --- | --- | --- |
| DRA | Drava Sveti Đurđ                |     |     |     |     |     |     |     |      |      |     |     |     |
| KAR | Karlovec (Karlovec Ludbreški)   |     |     |     |     |     |     |     |      |      |     |     |     |
| LUN | Lunkovec (Lunjkovec)            |     |     |     |     |     |     |     |      |      |     |     |     |
| MLA | Mladost Sveti Petar             |     |     |     |     |     |     |     |      |      |     |     |     |
| OML | Omladinac Madaraševec           |     |     |     |     |     |     |     |      |      |     |     |     |
| PLI | Plitvica Selnik                 |     |     |     |     |     |     |     |      |      |     |     |     |
| POD | Podravac Sesvete Ludbreške      |     |     |     |     |     |     |     |      |      |     |     |     |
| POLE | Polet Martijanec                |     |     |     |     |     |     |     |      |      |     |     |     |
| POLJ | Poljoprivednik Kapela Podravska |     |     |     |     |     |     |     |      |      |     |     |     |
| PRO | Proleter Mali Bukovec           |     |     |     |     |     |     |     |      |      |     |     |     |
| SLO | Sloga Slokovec                  |     |     |     |     |     |     |     |      |      |     |     |     |
| ZAD | Zadrugar Hrastovsko             |     |     |     |     |     |     |     |      |      |     |     |     |
| |                                 |     |     |     |     |     |     |     |      |      |     |     |     |
| podebljan rezultat - utakmice od 1. do 11. kola (1. utakmica između klubova) rezultat normalne debljine - utakmice od 12. do 22. kola (2. utakmica između klubova) rezultat nakošen - nije vidljiv redoslijed odigravanja međusobnih utakmica iz dostupnih izvora rezultat smanjen * - iz dostupnih izvora nije uočljiv domaćin susreta prekrižen rezultat - poništena ili brisana utakmica p - utakmica prekinuta 3:0 p.f. / 0:3 p.f. - rezultat 3:0 bez borbe (_:_ 11 m) - rezultat u raspucavanju jedanaesteraca u slučaju neriješenog rezultata |                                 |     |     |     |     |     |     |     |      |      |     |     |     |

 Izvori:

## Unutarnje poveznice
- Općinska B liga Ludbreg 1988./89.
- Liga Zajednice općina Varaždin 1988./89.